# 형사 Q
《형사 Q》(영어: Quincy, M.E.)는 NBC에서 1976년 10월 3일부터 1983년 5월 11일까지 방영한 미국의 미스터리 의학 드라마이다. 로스앤젤레스군 법의관(M.E.) 퀸시가 경찰 수사와 관련해 일해나가는 과정을 묘사한다.

## 시놉시스
잭 클러그먼이 로스앤젤레스 카운티 검시국에서 근무하는 법의학자 퀸시 박사 역을 맡아 활약하는 드라마 시리즈이다. 열정적이고 윤리적이며 유능한 퀸시 박사는 의심스러운 사망 사건을 조사하는 데 있어 뛰어난 통찰력을 발휘한다. 주변 인물들은 그를 성씨 또는 애칭인 퀸스(Quince)로 부른다. 이름은 대부분의 회차에서 등장하지 않지만, 일부 에피소드에서는 ‘R. 퀸시’라는 이니셜로 나타난다. 실제로 배우 클러그먼조차 극 중 퀸시의 이름이 무엇인지 몰랐다고 한다.
퀸시는 사건을 수사하는 과정에서 자주 상사인 로버트 아스텐 박사(Dr. Robert Asten)와 로스앤젤레스 경찰서 강력계의 프랭크 모나한 중위(Lt. Frank Monahan)와 충돌하곤 한다. 이들과의 초기 관계는 대립적이었으나, 시간이 지나며 점차 협력적인 관계로 변모한다. 퀸시는 실험실 동료인 샘 후지야마(Sam Fujiyama)의 도움을 받아 사건을 해결한다.
퀸시는 해군 예비역 대령 출신이며, 한때 철도 기관사가 되고 싶어 했다고 말한 적도 있다. 그는 마리나 델 레이에 정박된 요트에서 생활하며, 친구 대니 토보가 운영하는 레스토랑 ‘대니’에서 시간을 보내는 것을 즐긴다. 퀸시는 여성들에게도 인기가 많으며, 아내 헬렌을 암으로 잃은 이후 다양한 여성과의 관계가 그려진다. 시리즈 후반부에는 의사인 에밀리 해노버와 재혼하고, 요트도 처분한다.
그는 종종 고급 앤티크 차량을 몰지만, 평상시에는 검시국의 차량을 운전하며, 사적으로 차량이 수리 중이라는 핑계를 대기도 한다.
시리즈 초기에는 전형적인 미스터리 포맷으로, 퀸시가 경찰보다 먼저 진실을 밝혀내는 구조였다. 하지만 후반부로 갈수록 사회적 메시지를 담은 에피소드가 많아졌다. 불법 성형수술, 음주운전, 항공 안전, 유해 폐기물 문제, 총기 범람, 자폐증, 거식증, 학내 괴롭힘, 청소년 음주, 투렛 증후군, 희귀의약품 문제 등 다양한 사회 이슈가 주제로 다루어졌다. 특히 ‘펑크 록’의 위험성을 경고한 회차는 논란이 되기도 했다.
이처럼 《형사Q》는 미국 드라마 중 사회적 메시지를 적극적으로 담은 선구적 작품으로 평가받는다. 클러그먼은 일부 에피소드의 주제와 관련해 실제로 미 의회에 출석해 증언하기도 했다.

## 출연
- 잭 클러그먼 - 퀸시 법의관 역
- 로버트 이토 - 샘 역
- 개리 월버그 - 모너핸 형사 역
- 존 S. 레이긴 - 애스턴 박사 역

## 에피소드 목록
- 시즌 1 (4화) 1976년 10월 3일 ~ 1977년 1월 2일
- 시즌 2 (13화) 1977년 2월 4일 ~ 1977년 5월 27일
- 시즌 3 (20화) 1977년 9월 16일 ~ 1978년 3월 10일
- 시즌 4 (23화) 1978년 9월 21일 ~ 1979년 4월 12일
- 시즌 5 (22화) 1979년 9월 20일 ~ 1980년 4월 30일
- 시즌 6 (18화) 1980년 9월 16일 ~ 1981년 5월 6일
- 시즌 7 (24화) 1981년 10월 28일 ~ 1982년 5월 12일
- 시즌 8 (24화) 1982년 9월 29일 ~ 1983년 5월 11일

## 해외 방송사

### 대한민국
대한민국에서는 해당 프로그램이 1977년 9월부터 1978년 7월까지 잠시 동안 동양방송을 통해 방영되었다. 1981년 9월부터 1982년 8월까지 문화방송으로 방영되었으며, 1982년 9월부터 1983년 7월까지 한국방송(KBS 2TV)으로 다시 이동하여 방영되었다. TV를 통해 방영된 에피소드 수록은 한국어로 더빙되어 제공되었다.
MBC 성우극회 소속으로 활발히 활동한 성우들 중 대표적인 인물은 다음과 같다.
- 최병학 - 퀸시(잭 클러그먼)
- 박일 - 샘(로버트 이토)
- 황일청 - 모너핸(개리 월버그)
- 김태훈 - 애스턴(존 S. 레이긴)

### 일본
일본에서는 1979년 7월부터 TV 아사히 계열의 프로그램 《세이코 홈 시어터 "S"》를 통해 방영되었다. 이 드라마의 일본어판 제작에는 도쿄도 경시청(警視庁)에서 검시관 및 감식과장을 역임하고, 미국의 토머스 노구치와도 친분이 있었던 세리자와 쓰네유키가 감수를 맡았다. TV를 통해 방영된 에피소드는 일본어로 더빙되어 제공되었다.
일본어 더빙판에서 성우로 활동한 인물은 다음과 같다.
- 닥터 퀸시 - 잭 클러그먼 (성우: 기타무라 카즈오 → 미야가와 요이치)
- 프랭크 모나한 경부 - 게리 월버그 (성우: 카토 오사무 → 오가타 켄이치)
- 샘 후지야마 - 로버트 이토 (성우: 겐다 텟쇼 → 후루카와 토시오)
- 로버트 아스틴 부장 - 존 S. 라긴 (성우: 진나이 타츠유키 → 아오노 타케시)
- 대니 토보 - 바르 비소글리오 (성우: 미야우치 코헤이 → 야토미 히데오)
- 브릴 형사 - 조셉 로먼 (성우: 센다 미츠오)

### 오스트레일리아
오스트레일리아의 세븐 네트워크 산하 디지털 전용 채널인 7mate에서 매일 오전 11시와 오전 3시에 방영되었다.

### 영국
1977년 당시 지역별 편성 구조를 가지고 있던 ITV 네트워크를 통해 영국 전역에서 처음 방송되었다. 이후 1980년대 후반에서 1990년대 초반까지는 BBC1에서 오후 시간대에 재방송되었으며, 1990년대 후반부터 2010년대 초반까지는 ITV 및 ITV3에서 다양한 시간대—주로 오전 8시, 오후 2시, 이른 아침 시간대에 거의 매일 방영되었다. 또한 Universal Channel에서는 일요일 아침에 에피소드를 방영하였고, 주중에는 오전 8시에 방영된 후 오후 4시와 다음 날 오전 5시에 재방송되었다.
YourTV에서 잠시 주간 시간대에 등장한 이후, 《Quincy M.E.》는 2016년 5월부터 2020년 7월까지 ITV4에서 오후와 다음 날 아침 두 차례에 걸쳐 방영되며 마지막으로 모습을 드러냈다. 영국에서는 "medical examiner(법의학자)"라는 용어 대신 법과학자라는 표현이 더 일반적이었기 때문에, M.E.라는 약어가 시청자에게 익숙하지 않을 수 있다는 판단 하에 TV 편성표 등에서는 단순히 Quincy라는 제목으로 소개되었다.

### 독일
1981년부터 1983년까지 독일의 공영방송 ARD에서 처음으로 13편의 에피소드가 방영되었다. 1990년대 초반에는 상업 방송사인 RTL에서 총 133편의 에피소드를 방영하였다. 2010년 4월부터는 kabel eins에서 평일마다 시즌 1부터 시즌 5까지를 방영하였으며, 2012년과 2013년에는 RTL의 자매 채널인 RTL 니트로(RTL Nitro)를 통해 방송되었다. 2015년부터는 kabel eins의 계열사인 Sat.1 Gold에서 해당 시리즈를 방영하고 있다. 독일에서 TV를 통해 방영된 모든 에피소드는 독일어로 더빙되어 제공되었다.

### 이탈리아
1980년대 중반, 이탈리아의 텔레비전 채널인 Italia 1을 통해 처음 방영되었다. 다만 초반의 네 에피소드는 이탈리아어로 더빙되지 않아 TV에서 방영된 적이 없으며, 자막이 삽입된 DVD를 통해서만 확인할 수 있다. 이탈리아판에서는 많은 에피소드들이 약 50분 분량으로 편집되어 축약된 형태로 방영되었다.